# بشارة المتوكل
{{صندوق معلومات شخص
|الاسم           = 
|الاسم الأصلي      = 
|الصورة          = 
|تاريخ الولادة    = 
|مكان الولادة     = 
|تاريخ الوفاة    = 
|مكان الوفاة     = 
|سبب الوفاة      = 
|مكان الدفن           = 
|الإقامة         = 
|الجنسية       = 
|المواطنة        = 
|تعليم         = 
|المدرسة الأم          = 
|المهنة        = 
|سنوات النشاط    = 
|سبب الشهرة      = 
|الديانة           = 
|الزوج           = 
|الجوائز         = 
|التوقيع         = 
|الموقع الرسمي        = الموقع الرسمي

بشارة يحيى المتوكل (وُلدت عام 1969) هي مصورة يمنية، يركز عملها على النظرة العالمية للعرب والمسلمين، وبالتحديد على قضايا النوع الاجتماعي وتمثيل المرأة العربية والمسلمة وملابسها

## مسيرتها
وُلدت بصنعاء في اليمن عام 1969، وكانت المتوكل تعيش بالولايات المتحدة الأمريكية أثناء أحداث 11 سبتمبر، والتي ألهمتها للتركيز على النظرة العام تجاه العرب والمسلمين بإيجابياتها وسلبياتها. شاركت فكرة الكاتبة المصرية نوال السعداوي بأن «النساء اللاتي ترتدين الحجاب أو النقاب مثلهن كمثل النساء اللاتي يضعن المساحيق التجميلية بهدف إخفاء هوياتهن الحقيقية»، وسعت للتعبير عن تلك الفكرة عبر التصوير. تتناول «سلسلة الحجاب» الخاصة بها ملاحظات حول المرأة بشكل عام، وتتضمن صورًا لفلة الدمية الموجهة خصيصًا لأطفال المسلمين. كما تناولت أعمال المتوكل الطرف التي غطت به نساء اليمن أنفسهن عبر التاريخ والحاضر. وحول تركيزها على قضايا الملابس والنقاب، تقول المتوكل: «أريد أن أكون حذرة على ألا أدعم الصور النمطية السلبية المنتشرة حول المرأة المتحجبة في العالم الغربي. خاصةً أن مفهوم كون أغلبية، أو كل النساء اللاتي يرتدين الحجاب هن نساء ضعيفات، مقهورات، جاهلات، ومتخلفات». وفي مشروع أخر يتناول النسوة اللاتي ترتدين اللباس التقليدي للرجال؛ تقول المتوكل: «تتشابه ملابس الرجال كثيرًا مع ملابس النساء، فهي طويلة، فضفاضة، بسيطة، وفي الأغلب يكون معها غطاء للرأس. فالتركيز في الإعلام الغربي يكون دومُا على ملابس النساء، فوددت أن أتحدى تلك الفكرة».
عملت المتوكل كمصورة للمجلس الثقافي البريطاني، والمنظمة التعاونية للإغاثة والمساعدة، منظمة الأمم المتحدة؛ كما عملت أيضًا بالسفارة اليمنية بولاية واشنطن كمستشارة للشؤون الثقافية ولوزير اليمن لحقوق الإنسان فيما يخص قضايا المرأة.
وانتقلت للعيش بباريس في 2013، وتعيش في نويي مع زوجها وبناتها الأربع.